# Batalha de Gévora
A Batalha de Gévora foi travada durante a Guerra Peninsular, no dia 19 de fevereiro de 1811, entre um exército espanhol, em que estavam integradas algumas tropas portuguesas, e um corpo de tropas francesas. A batalha foi travada nos terrenos a norte de Badajoz, perto da aldeia de Gévora, numa tentativa das tropas espanholas porem fim ao cerco da cidade pelas tropas francesas. A batalha resultou numa vitória para os franceses. Soult tinha posto cerco a Badajoz em janeiro de 1811.

## Antecedentes
Um corpo de tropas francesas, sob comando de Soult, tinha posto cerco a Badajoz no final de janeiro de 1811. O comandante do Exército da Estremadura (espanhol), o Marquês de La Romana, tinha morrido subitamente e o seu cargo foi ocupado, interinamente, pelo General Gabriel de Mendizabal. Este resolveu reunir parte das unidades do Exército da Estremadura e desenvolver um conjunto de acções destinadas a afastar as tropas de Soult. Começou por introduzir algumas das suas unidades na praça de Badajoz e, a partir daí, desencadeou um ataque sobre as linhas de cerco dos franceses. Não tendo obtido os resultados desejados, dispôs as suas tropas ao longo da linha de alturas de San Cristóbal, a norte de cidade.[carece de fontes?]

## As forças em presença

### O exército espanhol
O exército de socorro a Badajoz, comandado pelo General Gabriel de Mendizábal, era constituído pelas seguintes unidades:
- Divisão de Vanguarda, sob comando do Brigadeiro-General Carlos de España, constituída por sete batalhões de infantaria, com cerca de 2 687 homens;
- A 1ª Divisão, sob comando do Major-General Garcia, constituída por quinze batalhões de infantaria, com cerca de 5 335 homens;no entanto, cerca de 2 690 homens (quatro batalhões) tinham sido introduzidos na praça de Badajoz e não tomaram parte na batalha;
- A 2ª Divisão, sob comando do Major-General Virues, constituída por dezassete batalhões de infantaria, com cerca de 4 400 homens;
- Brigada de Cavalaria, sob comando do Major-General Butron, constituída por tropas de doze regimentos (alguns muito fracos em efectivos), com um total de perto de 2 200 homens;
- Quatro baterias de artilharia com cerca de 450 homens.

Além destas tropas espanholas, encontrava-se presente um corpo de tropas portuguesas, formado por 950 Dragões, sob comando do Brigadeiro George Allen Madden.

### O exército francês
Quando é travada esta batalha, já o exército de Soult estava todo em Badajoz. No entanto, apenas uma parte das forças participou neste combate. A coordenação do ataque ficou entregue ao comandante do V CE, Marechal Mortier; as forças que participaram no ataque foram:
- Divisão de Infantaria do General Girard, com nove batalhões de Infantaria de Linha dos 34.º, 88.º e 100.º Regimentos, com cerca de 4.500 homens;
- Corpo[4] de Cavalaria, sob comando do General de Brigada Briche, com três esquadrões de Caçadores (21.º Regimento de Chasseurs) e três esquadrões de Hussardos (10.º Regimento), com cerca de 970 homens;
- Corpo de Cavalaria, sob comando do General de Divisão Latour-Maubourg, com três regimentos de Dragões (4.º, 14.º e 26.º), 2.º Regimento de Hussardos, 27.º Regimento de Caçadores a Cavalo e treze esquadrões do 4.º Regimento de Juramentados Espanhóis, cerca de 1.530 homens;
- Duas baterias de Artilharia (12 bocas de fogo).

## A batalha
Após um ataque sem sucesso a partir da praça de Badajoz, realizado no dia 7 de fevereiro, Mendizabal retirou as suas tropas para a região na margem norte do Rio Guadiana, na linha de alturas de San Cristóbal. Deixou algumas forças dentro da praça, para reforçarem a sua guarnição. A sua ala direita assentava no forte de San Cristóbal e os seus acampamentos da infantaria estendiam-se ao longo da contra-encosta, numa extensão de cerca de 2,5 km. Os acampamentos da cavalaria estavam na planície do Caya, mais para Ocidente da linha de alturas.[carece de fontes?]
Mendizabal não utilizou esta força para vigiar o terreno entre a linha de alturas e o rio Gévora (afluente do Guadiana — ver mapa) que, assim, ficava abandonado. Uma pequena força de infantaria guardava a ponte que atravessava aquele rio, a cerca de 1,5 km à frente da linha de alturas. A posição era forte mas não foi feito qualquer trabalho defensivo (trincheiras) para garantir uma defesa mais sólida. Além disso, as tropas estavam quase todas nos acampamentos, pelo que iria demorar algum tempo a formar uma linha de combate na posição defensiva. Não foi previsto um ataque de surpresa.
Esta situação manteve-se durante alguns dias, pois Soult prestou mais atenção aos trabalhos de cerco e limitou-se a vigiar as tropas de Mendizabal. No dia 11 de fevereiro, os franceses capturaram o forte de Pardaleras, essencial para o assalto à praça. Só então, Soult decidiu afastar as tropas de Mendizabal para poder, depois, assaltar a praça de Badajoz. Entre os dias 11 e 18 de fevereiro foi bombardeada a região de San Cristóbal, com a finalidade de obrigar os batalhões espanhóis aí acampados a recuarem, o que veio a acontecer logo no dia 13. Desta forma, uma faixa de terreno com cerca de 800 metros, entre os acampamentos e San Cristóbal, ficava desguarnecida.[carece de fontes?]
Na tarde do dia 18, foi transmitido a Soult que o nível da água dos rios tinha descido e o Gévorapodia ser atravessado em alguns vaus. Ao escurecer, Soult enviou uma força de ataque, que começou a atravessar o Guadiana para a margem norte deste rio e para leste de Gévora. A travessia foi lenta, porque estavam disponíveis apenas duas pontes flutuantes e poucos barcos. Ao nascer do dia, no entanto, encontravam-se prontos para atravessar o Gévora, nove batalhões de infantaria (a Divisão de Girard), os seis esquadrões de cavalaria sob o comando do general Briche e duas baterias de artilharia. Latour-Maubourg, com seis regimentos de cavalaria, avançava a partir do Montijo, para onde se tinha retirado quando as tropas espanholas ocuparam a margem Norte do Guadiana.

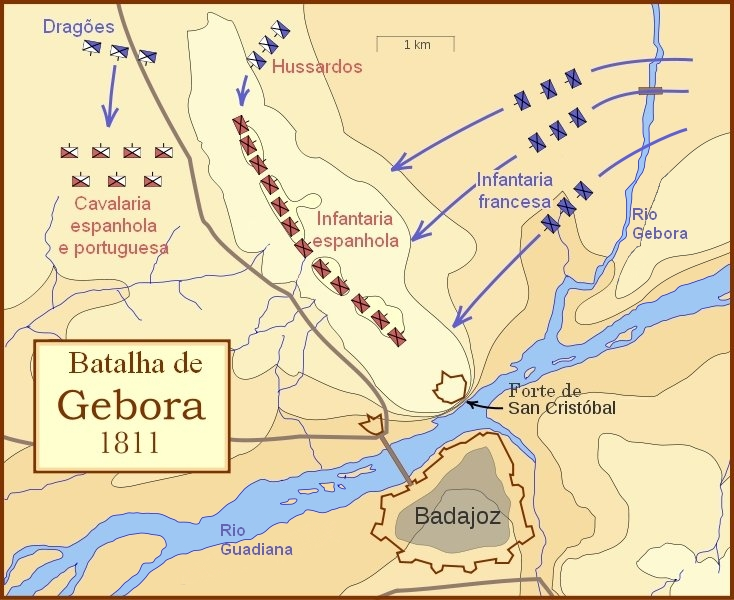
Distribuição das forças na Batalha de Gévora

O dia 19 de fevereiro de 1811, na região de Badajoz, nasceu com muito nevoeiro. Pouco depois do amanhecer, os franceses atacaram o pequeno corpo de tropas espanholas que guardava a ponte sobre o Gévora. Por ali e por três vaus passou rapidamente a infantaria francesa. No vau mais fundo, os soldados atravessaram com água gelada até à cintura. Só então foi dado o alarme nos acampamentos espanhóis, onde as tropas foram surpreendidas. Quando se deu o embate entre as forças opositoras, ainda a linha de defesa espanhola não estava convenientemente formada.[carece de fontes?]
Os três batalhões do 100.º Regimento de Infantaria dirigiram-se para o espaço entre o forte de San Cristóbal e o acampamento espanhol mais próximo - espaço que tinha ficado vazio devido aos bombardeamentos entre os dias 11 e 18 de fevereiro. O objectivo desta coluna era o flanco direito espanhol e tinha de avançar sujeita ao fogo do forte de San Cristóbal. Por sua vez, a cavalaria de Briche, que tinha atravessado o Gévora no vau mais a norte, avançou para o flanco esquerdo espanhol e atacou-o. Os dois outros regimentos de infantaria (os 34.º e 88.º) atacaram a frente espanhola quando os ataques aos flancos estavam já a realizar-se.
Ao atingir a linha de alturas, a cavalaria de Briche avançou para o flanco da linha espanhola. Latour-Maubourg, com os seus regimentos, dirigiu-se para o acampamento da cavalaria inimiga, surpreendendo os homens de Butron e Madden a prepararem apressadamente os equipamentos. A cavalaria espanhola e portuguesa retirou desordenadamente em direcção a Elvas e Campo Maior e escapou quase sem baixas pois, ao ver afastar-se esta força, Latour-Maubourg dirigiu imediatamente as suas tropas para o flanco e retaguarda da infantaria espanhola.[carece de fontes?]
Quando o nevoeiro começou a levantar, os espanhóis avaliaram a situação e dispunham-se a resistir mas, quando a cavalaria francesa se tornou bem visível, Mendizabal ordenou às suas unidades para formarem em quadrado, o que foi feito, não como era normal - quadrados de batalhão - mas vastos quadrados de divisão, com a artilharia nos vértices. Ao formarem desta forma, perderam mobilidade e expuseram a sua frente ao fogo da infantaria e artilharia francesas, enquanto os flancos eram atacados pela cavalaria. Briche conseguiu, com os seus regimentos, penetrar nos quadrados espanhóis, primeiro a Norte, depois a Sul, até que as formações se desfizeram. Alguns regimentos espanhóis dispersaram, muitos militares abandonaram as armas, cerca de 2 500 homens de infantaria conseguiram entrar na praça de Badajoz e um número limitado lutou para abrir caminho até à fronteira com Portugal.
Os espanhóis sofreram apenas cerca de 800 mortos e feridos, mas deixaram para trás à volta de 4 000 prisioneiros. Entre estes últimos encontrava-se o General Virues e três brigadeiros. Também perderam 17 bocas de fogo de artilharia. Os franceses sofreram 403 baixas, quase todas na cavalaria, que foi quem fez a maior parte do trabalho.

## Consequências da batalha
O Exército da Estremadura espanhol foi destruído: uma grande parte foi aprisionada e muitos dispersaram por diferentes direcções. Soult podia agora concentrar a sua atenção no cerco da Praça de Badajoz, capturá-la o mais rapidamente possível e regressar à Andaluzia para resolver os graves problemas que entretanto aí se levantavam.[carece de fontes?]

## Bibliografia
- Oman, Sir Charles Chadwick, A History of the Peninsular War, volume IV, Greenhill Books, 2004, primeira edição em 1908.
- Smith, Digby, The Greenhill Napoleonic Wars Data Book, Greenhill Books, 1998.